# Gridalo forte (album)
Gridalo forte è il secondo album del gruppo musicale Fratelli di Soledad, pubblicato nel 1994.
Il disco contiene 13 brani, tra cui la cover Nel ghetto di Alberto Radius.
Il disco è realizzato con la collaborazione di molti musicisti, tra cui Max Casacci degli Africa Unite e Subsonica, Giuliano Palma dei Casino Royale e Bluebeaters, Samuel degli Hisonz Street Band, Amici di Roland e Subsonica, Paolo Parpaglione dei Loschi Dezi e Africa Unite, Davide Graziano dei Loschi Dezi e Mau Mau, Davide Rossi dei Mau Mau, Marco Forieri dei Pitura Freska, Mao ed altri.

## Tracce
1. Gridalo Forte (Silvestri, Ciari) 4:04
2. Valencia (Silvestri) 1:22
3. Col Sangue Agli Occhi (Silvestri, Ciari) 3:45
4. Su La Testa (Silvestri, Ciari) 4:49
5. Parlo Con Un Ragno (Porcù, Silvestri, Ciari) 3:06
6. Nel Ghetto (Alberto Radius) 4:26
7. Soledad Skank (Silvestri) 1:44
8. Rivoluzione Rasta (Silvestri, Ciari) 3:42
9. Io Non Ballo (Sono Un Duro)  (Porcù, Silvestri, Ciari, Meola) 3:16
10. Chiedi E Sarà Dub (Silvestri) 1:47
11. Chiedi E Sarà Dato (Porcù, Silvestri, Ciari, Meola) 4:28
12. Silvia (Porcù, Silvestri, Ciari) 2:58
13. Stative Calmi (Silvestri, Ciari) 3:56

## Formazione
- Voce – Roberto Boggio
- Chitarra, Cori – Giorgio Silvestri
- Basso – Josh Sanfelici
- Batteria, Cori – Marco Ciari
- Tastiere, Cori – Gianluca Vacha
- Trombone – Massimo Ghironi